# Tai nạn mỏ Copiapó

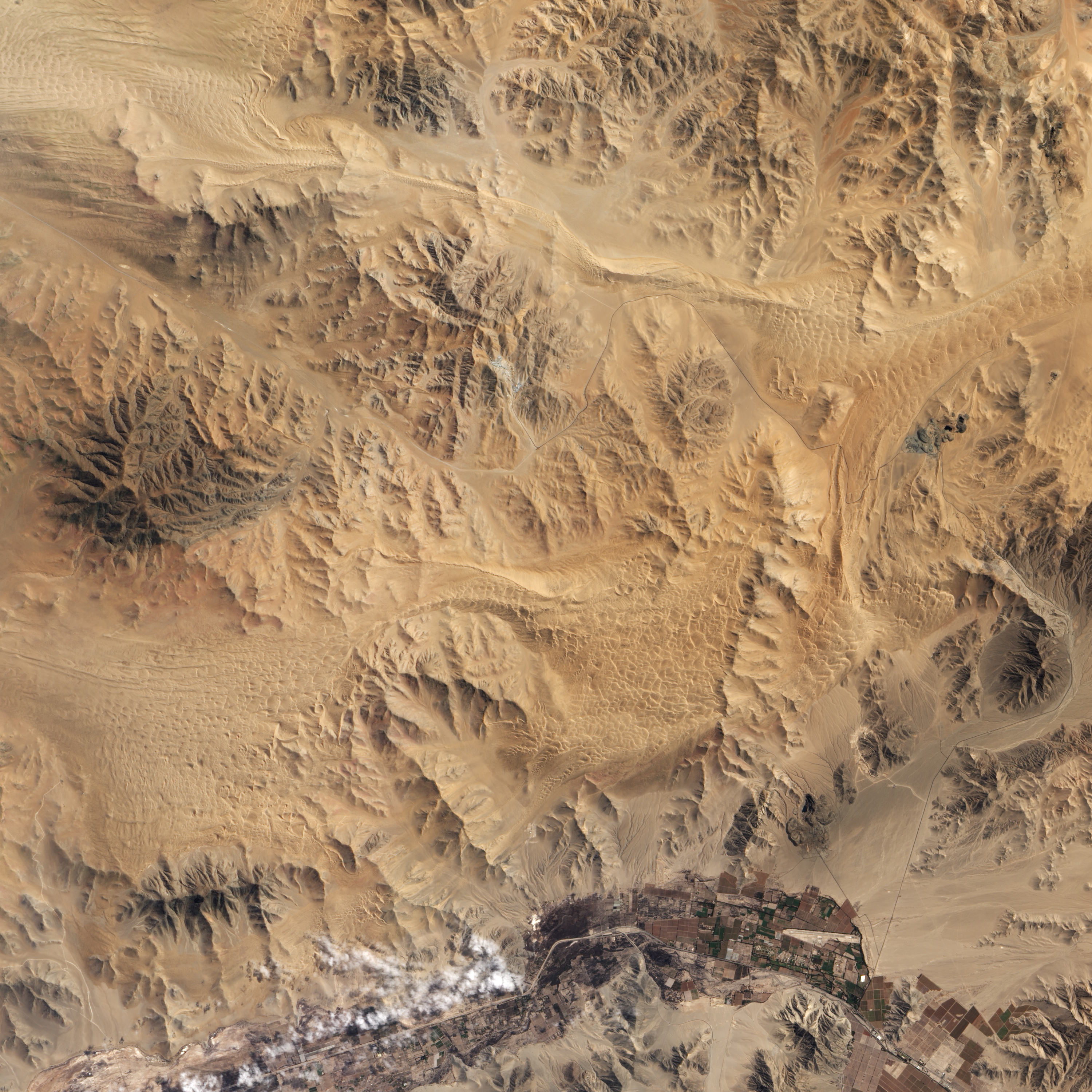
Khu vực hầm mỏ San José và khu vực xung quanh nhìn từ vệ tinh

Tai nạn mỏ Copiapó là vụ tai nạn khi xảy ra việc sụp hầm mỏ đồng - vàng San José ở gần Copiapó, Chile, làm mắc kẹt 33 thợ mỏ ngày 5 tháng 8 năm 2010.
Các thợ mỏ bị mắc kẹt dưới hầm 69 ngày cho đến khi được giải cứu. Toàn bộ thợ mỏ đã được giải cứu đưa lên mặt đất vào ngày 13 tháng 10 năm 2010, người đầu tiên được thiết bị mang tên Phượng hoàng đưa lên vào lúc 00:10 CLDT vào ngày 13 tháng 10 năm  2010 và người cuối cùng được đưa lên lúc 21:55 CLDT cùng ngày.
Mỏ San José cách Copiapó khoảng 45 kilômét (28 mi) về phía Bắc, ở miền Bắc Chile. Các thợ mỏ bị mắc kẹt ở vị trí cách mặt đất khoảng 700 mét (2.300 ft) và cách lối vào hầm khoảng 5 kilômét (3 mi).
Việc giải cứu bắt đầu khi thợ mỏ Florencio Ávalos bắt đầu được đưa lên bởi Phượng hoàng vào lúc 23:55 CLDT ngày thứ Ba, 12 tháng 10 năm 2010, sau 16 phút Phượng hoàng đưa Florencio Ávalos lên đến mặt đất. Lúc 21:55 CLDT ngày 13 tháng 10 năm 2010, tất cả 33 thợ mỏ được giải cứu thành công, gần như tất cả họ đều có sức khỏe tốt và theo dự kiến sẽ hồi phục hoàn toàn. Hai người trong số đó bị viêm phổi, và một số khác bị các vấn đề về răng miệng và các bệnh về giác mạc.

## Bối cảnh
Chile là đất nước có truyền thống về việc khai thác mỏ, nó bắt đầu phát triển từ thế kỉ 20 và là một trong các nước sản xuất đồng nhiều nhất thế giới. Kể từ năm 2000 theo thống kê của Sergnageomin hàng năm ở Chile có khoảng 34 người chết vì các vụ tai nạn hầm mỏ, năm cao nhất là 2008 với 43 người.

### Quá trình giải cứu
|     | Thợ mỏ              | Tuổi | Thành công lúc (ngày - giờ) (CLDT) | Thời gian giải cứu (tiếng - phút) |
| --- | ------------------- | ---- | ---------------------------------- | --------------------------------- |
| 1.  | Florencio Ávalos    | 31   | 13 Tháng 10 00:11                  | 0:51                              |
| 2.  | Mario Sepúlveda     | 40   | 13 Tháng 10 01:10                  | 1:00                              |
| 3.  | Juan Illanes        | 52   | 13 Tháng 10 02:07                  | 0:57                              |
| 4.  | Carlos Mamani       | 23   | 13 Tháng 10 03:11                  | 1:04                              |
| 5.  | Jimmy Sánchez       | 19   | 13 Tháng 10 04:11                  | 1:00                              |
| 6.  | Osmán Araya         | 30   | 13 Tháng 10 05:35                  | 1:24                              |
| 7.  | José Ojeda          | 46   | 13 Tháng 10 06:22                  | 0:47                              |
| 8.  | Claudio Yáñez       | 34   | 13 Tháng 10 07:04                  | 0:42                              |
| 9.  | Mario Gómez         | 64   | 13 Tháng 10 08:00                  | 0:56                              |
| 10. | Alex Vega           | 31   | 13 Tháng 10 08:53                  | 0:53                              |
| 11. | Jorge Galleguillos  | 56   | 13 Tháng 10 09:31                  | 0:38                              |
| 12. | Edison Peña         | 34   | 13 Tháng 10 10:13                  | 0:42                              |
| 13. | Carlos Barrios      | 27   | 13 Tháng 10 10:55                  | 0:42                              |
| 14. | Víctor Zamora       | 33   | 13 Tháng 10 11:32                  | 0:37                              |
| 15. | Víctor Segovia      | 48   | 13 Tháng 10 12:08                  | 0:36                              |
| 16. | Daniel Herrera      | 27   | 13 Tháng 10 12:50                  | 0:42                              |
| 17. | Omar Reygadas       | 56   | 13 Tháng 10 13:39                  | 0:49                              |
| 18. | Esteban Rojas       | 44   | 13 Tháng 10 14:49                  | 1:10                              |
| 19. | Pablo Rojas         | 45   | 13 Tháng 10 15:28                  | 0:39                              |
| 20. | Darío Segovia       | 48   | 13 Tháng 10 15:59                  | 0:31                              |
| 21. | Yonni Barrios       | 50   | 13 Tháng 10 16:31                  | 0:32                              |
| 22. | Samuel Ávalos       | 43   | 13 Tháng 10 17:04                  | 0:33                              |
| 23. | Carlos Bugueño      | 27   | 13 Tháng 10 17:33                  | 0:29                              |
| 24. | José Henríquez      | 54   | 13 Tháng 10 17:59                  | 0:26                              |
| 25. | Renán Ávalos        | 29   | 13 Tháng 10 18:24                  | 0:25                              |
| 26. | Claudio Acuña       | 44   | 13 Tháng 10 18:51                  | 0:27                              |
| 27. | Franklin Lobos      | 53   | 13 Tháng 10 19:18                  | 0:27                              |
| 28. | Richard Villarroel  | 27   | 13 Tháng 10 19:45                  | 0:27                              |
| 29. | Juan Carlos Aguilar | 49   | 13 Tháng 10 20:13                  | 0:28                              |
| 30. | Raúl Bustos         | 40   | 13 Tháng 10 20:37                  | 0:24                              |
| 31. | Pedro Cortez        | 26   | 13 Tháng 10 21:02                  | 0:25                              |
| 32. | Ariel Ticona Yáñes  | 29   | 13 Tháng 10 21:30                  | 0:28                              |
| 33. | Luis Urzúa          | 54   | 13 Tháng 10 21:55                  | 0:25                              |

Còn dưới đây là các nhân viên cứu hộ được đưa xuống khu vực các thợ mỏ mắc kẹt để giải quyết các vấnđề kĩ thuật cho việc đưa các thợ mỏ lên mặt đất.
|    | Nhân viên cứu hộ   | Xuống mỏ lúc (CLDT)    | Lên lúc (CLDT)    | Thời gian ở dưới mỏ | Thời gian để lên |
| -- | ------------------ | ---------------------- | ----------------- | ------------------- | ---------------- |
| 1. | Manuel González    | 12 Tháng 10 23:18      | 14 Tháng 10 00:32 | 25:14               | 0:27             |
| 2. | Roberto Ríos       | 13 Tháng 10 00:16      | 14 Tháng 10 00:05 | 23:49               | 0:23             |
| 3. | Patricio Robledo   | 13 Tháng 10 01:18      | 13 Tháng 10 23:42 | 22:24               | 0:25             |
| 4. | Jorge Bustamante   | 13 Tháng 10 10:22      | 13 Tháng 10 23:17 | 12:55               | 0:24             |
| 5. | Patricio Sepúlveda | 13 Tháng 10 12:14      | 13 Tháng 10 22:53 | 10:39               | 0:23             |
| 6. | Pedro Rivero       | 13 Tháng 10, gần 14:05 | 13 Tháng 10 22:30 | Up to 8:25          | 0:35             |

### Phản ứng
Tổng thống Sebastián Piñera và Đệ nhất Phu nhân Lady Cecilia Morel đã có mặt tại hiện trường của việc giải cứu. Tổng thống Bolivia Evo Morales theo kế hoạch ban đầu sẽ đến khi thợ mỏ nước người Bolivia tên là Carlos Mamani được giải cứu song cuối cùng đã không đến. Một số các nhà lãnh đạo trên thế giới đã liên lạc với tổng thống Piñera để gửi lời chúc mừng và tinh thần đoàn kết với Chile trong quá trình giải cứu bao gồm Thủ tướng Anh David Cameron,, Thủ tướng Tây Ban Nha, José Luis Rodríguez Zapatero, và các Tổng thống của Argentina, Cristina Fernández de Kirchner; Venezuela, Hugo Chávez; Brasil, Luiz Inácio Lula da Silva; Peru, Alan García và Uruguay, José Mujica.
Tổng thống Mexico Felipe Calderón và Tổng thống Hoa Kỳ Barack Obama đã ca ngợi các nỗ lực cứu hộ và gửi lời đến các thợ mỏ và gia đình của họ. Giáo hoàng Benedict XVI đã gửi một video bằng tiếng Tây Ban Nha để cầu nguyện cho việc cứu hộ được thành công.

### Hình ảnh
- Picture of the rescue by Chilean government Flickr